# Parnassia bifolia
Parnassia bifolia är en benvedsväxtart som beskrevs av Nekr. Parnassia bifolia ingår i släktet Parnassia och familjen Celastraceae. Inga underarter finns listade.